# Sant Galdric (Perpinyà)
Sant Galdric és un antic llogaret del terme comunal de Perpinyà, a la comarca del Rosselló, de la Catalunya del Nord. En l'actualitat dona nom a tot un barri.
Està situat a prop de l'extrem oriental del terme perpinyanenc, a ponent de Sant Vicenç i del Mas Garidó, al nord-est del barri del Molí de Vent i al sud-oest del de les Coves.